# Hans Ulrich Krafft
Hans Ulrich Krafft, auch Hans Ulrich Krafft von Dellmensingen (* 25. März 1550 in Ulm; † 21. Februar 1621 in Ulm), war ein deutscher Kaufmann und Orientreisender.

## Leben
Krafft entstammt einem der ältesten Patriziergeschlechter Ulms. Wie sein Ahne Ludwig Krafft war auch sein Vater Hans Krafft (1499–1577) Bürgermeister Ulms, Patrizier, Ratsfreund, Oberrichter und Ratsältester. Seine Großeltern waren Wilhelm Krafft und Elisabeth, geb. Bitterlin. Seine Mutter, Magdalena (um 1527–64) war eine Tochter des Eberhard Krafft von Dellmensingen (um 1485–1532) und der Elisabeth Roth von Reutti (aus dem Geschlecht Roth von Schreckenstein).
Hans Ulrich Krafft war zum Kaufmann bestimmt und arbeitete zuerst ab 1562 für das Handelshaus des Hieronymus II. Imhof (der in vierter Ehe mit Catharina Krafft verheiratet war) in Augsburg, der ihn ab 1565 zwecks Erlernen der französischen Sprache nach Lyon und dann für drei Jahre nach Florenz gehen ließ. Landsleute, die aus Alexandrien zurückkamen, weckten in ihm den Wunsch, orientalische Länder kennenzulernen. Dazu trat er 1573 in den Dienst des Augsburger Hauses Melchior Manlich und Mitverwandte im Comptoir Marseille. Im Mai 1573 reiste er ab, um mit anderen Angestellten des Hauses den Faktoreigeschäften in Tripolis und Aleppo vorzustehen. Der Arzt und Botaniker Leonhard Rauwolf wurde ihm beigegeben. Sie reisten durch die Schweiz und das Rhonetal nach Marseille und kamen zu Schiff im September in Tripolis an. Zwei Aufenthalte in Zypern gaben ihm Gelegenheit, die dortigen Zustände zu Beginn der Türkenherrschaft kennenzulernen. Als Melchior Manlich Bankrott machte, kam Krafft auf Antrag des Hauptgläubigers mit zwei Mitangestellten 1574–1577 in türkische Schuldhaft. Am 19. Oktober 1577 kam er wieder nach Marseille zurück. Erst Dezember 1578 machte er sich von Genua aus, über die Schweiz, auf den Heimweg. Nachdem er sich in der Heimat erholt hatte, war er 1582–85 Buchhalter beim ehemaligen Bürgermeister Hans Richter in Troppau. Von dort aus reiste er laufend im östlichen Mitteleuropa. 1587 erhielt er die Stelle des Ulmer Pflegers in Geislingen an der Steige. Im gleichen Jahr heiratete er Susanna (* 1557), die Tochter des Ulmer Rats- und Handelsherrn Anton Schermar.
Er verfasste seine Erinnerungen, nach ersten Anfängen 1582, hauptsächlich 1614–16. Er erweiterte außerdem die Kunst- und Raritätensammlung, deren Grundstock er aus dem Orient mitgebracht hatte. 1619 setzte er sich zur Ruhe und trat sein Amt an seinen Sohn ab.

## Schriften
- Reisen und Gefangenschaft des Hans Ulrich Krafft, hrsg. von Konrad Dietrich Haßler, Litterarischer Verein, Stuttgart 1861 (Digitalisat)